# Janirella nanseni
Janirella nanseni är en kräftdjursart som beskrevs av Bonnier 1896. Janirella nanseni ingår i släktet Janirella och familjen Janirellidae. Inga underarter finns listade i Catalogue of Life.